# میدای‌دوکورو
میدای‌دوکورو (به ژاپنی: 御台所 Midaidokoro)؛ میدای باندوکورو (به ژاپنی: 御台盤所 みだいばんどころ)، میدای ساما،  در زبان ژاپنی به همسر اصلی (سی‌شیتسو) شوگون در شوگون‌سالاری کاماکورا و دوره ادو گفته می‌شود. در دوره ادو محل اقامت میدای‌دوکورو در اواوکوی (حرمسرا) قلعه ادو بود. میدای‌دوکورو گاهی قدرت سیاسی قابل توجهی در پشت صحنه داشت.
در سیستم چندزنی در ژاپن به زن اصلی که از نظر اجتماعی در رتبهٔ بالایی قرار داشت سی‌شیتسو گفته می‌شد و در مقابل آن زنان دیگر یک مرد که از نظر عموم و رسمی شناخته شده بودند اما از نظر اجتماعی در مقام پایین‌تری قرار داشتند، سوکوشیتسو گفته می‌شد.